# Перси, Томас (Пороховой заговор)
Томас Перси (англ. Thomas Percy; 1560—1605) — английский заговорщик, участник Порохового заговора против английского и шотландского короля Якова I в 1605 года.

## Биография
Родился в 1560 году в семье Эдварда Перси и Элизабет Уотертон, был младшим из двух сыновей.
В 1579 году Томас поступил колледж Peterhouse Кембриджского университета. О его жизни имеется немного сведений. В 1591 году он женился на Марте Райт, сестре Кристофера и Джона Райт, которые тоже были вовлечены в Пороховой заговор.
Томас был правнуком графа Нортумберлендского. Другой его родственник, тоже граф Нортумберлендский, назначил его в 1595 году ответственным за сбор ренты от своих северных имений, а в следующем году — констеблем замка Алник. На этой службе в пограничной стычке Перси убил шотландца James Burne, за что был заключён в тюрьму в Лондоне, но был выпущен из неё благодаря вмешательству графа Эссекса. За это Томас Перси впоследствии также помогал графу Эссексу, но не участвовал в восстании графа 1601 года. В 1603 году Перси был назначен получателем арендной платы с земель графа в Камберленде и Нортамберленде.

### Пороховой заговор
Томас Перси стал пятым членом Порохового заговора в мае 1604 года. Но о существовании заговора стало известно властям. В ночь с 4 на 5 ноября 1605 года был произведён обыск здания парламента, и около полуночи в подвале был обнаружен Гай Фокс вместе с приготовленным порохом, который тут же был арестован. В течение недели (к 12 ноября) были найдены и обезврежены все остальные  участники заговора. Некоторые из них были убиты при поимке, остальных ждал суд и казнь.
Томас Перси погиб 8 ноября 1605 года  в перестрелке в Holbeche House в Стаффордшире. Был женат на Марте Райт, у них была дочь.

## Образ в искусстве
- Дэниел Уэст в мини-сериале «Порох»
- Ричард Харингтон в сериале «Заговор против короны»